# Mane Mane Nichi Nichi
Mane Mane Nichi Nichi (яп. マネマネにちにち Манэ манэ нити нити, букв. «Менеджер, менеджер, день за днём») — манга, написанная и проиллюстрированная Соитиро Ямамото. Публикуется в ежемесячном журнале сёнэн-манги Monthly Shonen Sunday издательства Shogakukan с июля 2024 года и по состоянию на март 2025 года издана в одном томе-танкобоне.

## Сюжет
Нагиса, Итиносэ и Химэмия — три старшеклассницы и по совместительству менеджеры школьной бейсбольной секции. Каждая из них выбрала эту должность по разным причинам, но, несмотря на различающиеся характеры и подходу к бейсболу, они становятся подругами.

## Персонажи
Аканэ Нагиса (яп. 渚 茜 Нагиса Аканэ) — одна из трёх менеджеров бейсбольной секции. Решила занять эту должность из желания стать популярной, несмотря на то, что ничего не знает о бейсболе.
Сэйю: Риэ Такахаси (промовидео)
Карина Итиносэ (яп. 一ノ瀬 かりな Итиносэ Карина) — старшеклассница с внешностью гяру и вторая из трёх менеджеров. В отличие от Нагисы, хорошо разбирается в бейсболе, к большому удивлению остальных девушек.
Сэйю: Канна Накамура (промовидео)
Юки Химэмия (яп. 姫宮 ユキ Химэмия Юки) — третья девушка-менеджер. Пришла в бейсбольную секцию из-за парня, который в то время был игроком команды, но позже они расстались. В настоящее время встречается с игроком по фамилии Симохара.
Сэйю: Юко Нацуёси (промовидео)

## Выпуск
Манга Mane Mane Nichi Nichi, написанная и проиллюстрированная Соитиро Ямамото, публикуется в ежемесячном журнале сёнэн-манги Monthly Shonen Sunday издательства Shogakukan с 12 июля 2024 года. На 2025 год главы манги были скомпонованы в один том-танкобон, поступивший в продажу 12 июля. В ознаменование его выпуска Shogakukan опубликовало на своём официальном YouTube-канале два рекламных видеоролика, роли в которых получили сэйю, ранее озвучивавших главных героинь в аниме-адаптациях работ Ямамото. Первый том привлёк внимание сетевого сообщества в связи с более высокой стоимостью по сравнению с другими сериями манг этого же журнала.
Список томов
| №  | Дата публикации  | ISBN                   |
| -- | ---------------- | ---------------------- |
| 01 | 12 марта 2025 г. | ISBN 978-4-0985-3899-7 |

## Приём
В июне 2025 года манга была номинирована на премию Next Manga Award в категории «Лучшая печатная манга».